# Trithemis donaldsoni
Trithemis donaldsoni là một loài chuồn chuồn ngô thuộc họ Libellulidae. Nó được tìm thấy ở Angola, Botswana, Cộng hòa Dân chủ Congo, Bờ Biển Ngà, Ethiopia, Guinea, Kenya, Liberia, Mali, Mozambique, Namibia, Nigeria, Somalia, Nam Phi, Tanzania, Uganda, Zimbabwe, có thể Burundi, và có thể Malawi. Các môi trường sống tự nhiên của chúng là các khu rừng ẩm ướt đất thấp nhiệt đới hoặc cận nhiệt đới, vùng đất có cây bụi nhiệt đới hoặc cận nhiệt đới, vùng cây bụi ẩm khu vực nhiệt đới hoặc cận nhiệt đới, và sông.